# Барселона (футзальний клуб)
ФК «Барсело́на» (кат. Futbol Club Barcelona) — футзальний клуб з Барселони (Іспанія), який через спонсорський контракт має назву «Барселона Ласса», частина великого спортивного клубу «Барселона». Був заснований 1978 року, але розформований 1982 року. 1986 року клуб було створено знову. Один з найвідоміших і найсильніших клубів Іспанії та світу.
Клуб також має другу команду під назвою «Барселона Б», яка виступає в Сегунді, жіночої команди немає.
Домашні матчі проводить у Палау Блауґрана (7585 місць).

## Історія

### Початковий етап
Футзальна команда у «Барселони» з'явилася в 1976 році, тоді вона була складена з колишніх професійних футболістів, які грали в товариських турнірах та благодійних матчах. Першим офіційним турніром, в якому «Барселона» брала участь, був Різдвяний трофей, «Барса» в ньому перемогла. У вересні 1978 року було офіційно створено футзальну секцію, яка була заявлена в третій дивізіон чемпіонату Каталонії.
Зліт команди був стрімким: одразу був виграний третій дивізіон, в сезоні 1979/80 був виграний другий дивізіон і команда перейшла у вищий дивізіон Каталонії, де в двох своїх перших сезонах в «еліті» вигравала титул. Не зважаючи на такі успіхи, перед сезоном 1982/83, Рада директорів клубу ухвалила рішення про розформування футзальної секції.

### Вступ до Національної ліги футзалу
У 1986 році футзальну секцію було створено знову, оскільки почали проводитися загальнонаціональні турніри, такі як чемпіонат та кубок. «Барселона» стала фіналістом Кубка Іспанії в сезоні 1987-88, а в наступному сезоні перемогла у цьому турнірі. Сезоном пізніше «Барселона», обігравши італійську «Рому» з рахунком 3:1 перемогла у першому розіграші Кубку володарів кубків, вигравши таким чином свій перший міжнародний трофей. Всі ці турніри проводилися за підтримки приватних спонсорів, тому вважаються неофіційними.
Після об'єднанням змагань Королівської федерації та Асоціації футзалу, «Барселона» стала одним з перших учасників Національної ліги, яка складалася з 48 команд. «Барса» закінчила перший етап турніру на другому місці, а другий на останньому, тому не могла претендувати на потрапляння у плей-офф за титул.
Каталонська команда залишалася одним з найкращих клубів ліги, зайнявши третє місце у двох наступних сезонах і ставши півфіналістом сезону 1994/95, до введення регулярного чемпіонату в сезоні 1995/96. В 1997 році, незважаючи на невдалі результати в чемпіонаті, «Барселона» була запрошена бразильською командою «Інтер Ульбра» в Порту-Алегрі на «Мундіаліто» - перший неофіційний розіграш Міжконтинентального кубку. «Барселона» зайняла друге місце на груповому етапі, обіграла у півфіналі нідерландську «Бунгу Мелаті» з рахунком 7:5, але у фіналі у додатковий час поступилася господаря з рахунком 2:4. Гравець «Барси» бразилець Алешандре став одним з найкращих бомбардирів турніру, забивши шість голів. Через економічні труднощі «Барселона» була змушена скоротити частину бюджету на футзал і команда повинна була бути сформована тільки з гравців молодіжного складу. Врешті-решт, в сезоні 1997/98 «Барселона» опустилася до Срібного дивізіону, не зважаючи на 31 гол Андреу - майбутньої зірки іспанського футзалу.

### Важкі роки
Перед командою була поставлена ціль повернутися у Почесний дивізіон, але вона посіла шосте місце в своєму першому сезоні в Срібному дивізіоні. Проте в сезоні 1999/2000, «Барсі» вдалося закінчити регулярний чемпіонат на другому місці і виграти плей-офф, щоб підвищитися у класі.
Тим не менш, їх повернення у Почесний дивізіон видалося гіршим, ніж очікувалося. Впродовж трьох сезонів каталонці займали останні місця перед зоною вильоту, поки в сезоні 2002/03 не опинилися на передостанньому місці, повернувшись в Срібний дивізіон.
Цього разу «Барселоні» знадобилося три сезони, щоб повернутися у Почесний дивізіон. Незважаючи на те, що команда займала перші місці у регулярному чемпіонаті, на стадії плей-офф її чекали невдачі. Так тривало до сезону 2005/06, коли під керівництвом Марка Кармони «Барселона» перемогла «Гальдар» і підвищилася у класі.

### Професіоналізація клубу

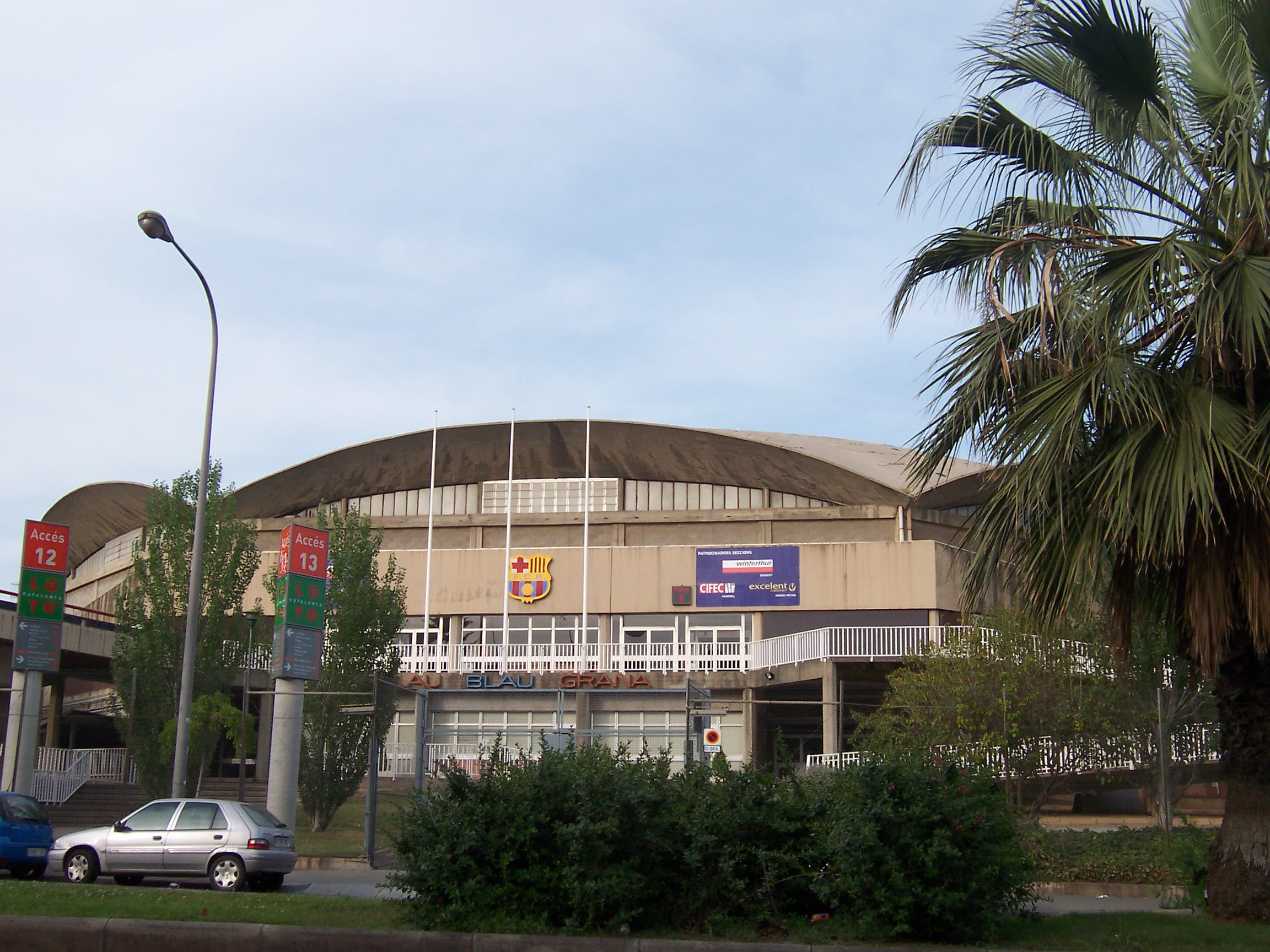
Палау Блауґрана - спорткомлекс «Барселони»

Після потрапляння у Почесний дивізіон, президент клубу Жуан Лапорта (колишній гравець у футзал у 1980-х роках) збільшив інвестиції в футзальну команду. Команді було встановлено стабільне фінансування у межах 5% від того прибутку, який клуб «Барселона» заробляє загалом. Марк Кармона залишився на посту тренера, і клуб уклав контракти з гравцями міжнародного рівня, наприклад, такими як Хаві Родрігес, зірка «Плайас де Кастельон». 14 вересня 2006 року футзальна команда стала професіональною і, як й інші спортивні секції «Барселони», отримала можливість залучати спонсорів: Senseit (2007-2008), MOBICAT (2008-2010) і Alusport (2010-теперішній час).
Під керівництвом Марка Кармони «Барса» з кожним сезоном покращувала результат. Хоча в першому сезоні «Барсі» довелося докласти неабияких зусиль для збереження місця в елітному дивізіоні, вже в наступному сезоні 2007/08 команда посіла шосте місце в регулярному чемпіонаті, таким чином, отримавши право виступити на стадії плей-оф, і поборотися за титул вперше за 11 років. В сезоні 2008/09 «Барса» фінішувала третьою, але програла у чвертьфіналі. У наступному році «Барса» повернулася до боротьби за титул і дійшла до півфіналу. Перед сезоном 2010/11 «Барселона» значно підсилила склад, туди перейшли найкращий бомбардир попереднього чемпіонату бразилець Вілде, один з лідерів іспанської збірної Торрас і перспективний Лін. В цьому сезоні «Барселона» разом зі своїм тренером Марком Кармоною увійшла в історію, вигравши всі чотири турніри, у яких брала участь. Спочатку був виграний Кубок Каталонії, потім був виграний перший офіційний титул в футзалі - Кубок Іспанії, у фінальному матчі був переможений чемпіон «Ель Посо Мурсія», а згодом перемога у першому розіграші Королівського кубка Іспанії, був переможений інший іспанський суперклуб «Інтер Мовістар». 26 червня 2011 року команда завершила сезон перемогою у чемпіонаті.
Наступний сезон вийшов не менш успішнішим, команда виграла усі турніри, в яких брала участь - до чемпіонату, кубку та королівського кубку 29 квітня 2012 року додалася перемога над «Динамо» (Москва) у фіналі Кубку УЄФА в Павельо Барріс Норд, що зробило футзальну секцію п'ятою, яка добивалася європейського успіху, після футбольної, баскетбольної,  гандбольної та хокею на роликах.

## Сезон за сезоном
| Сезон   | Дивізіон          | Місце | Кубок Іспанії |
| ------- | ----------------- | ----- | ------------- |
| 1989/90 | Почесний дивізіон | 2     |               |
| 1990/91 | Почесний дивізіон | 6     |               |
| 1991/92 | Почесний дивізіон | 3     |               |
| 1992/93 | Почесний дивізіон | 6     |               |
| 1993/94 | Почесний дивізіон | 4     |               |
| 1994/95 | Почесний дивізіон | 5     |               |
| 1995/96 | Почесний дивізіон | 11    |               |
| 1996/97 | Почесний дивізіон | 6     |               |
| 1997/98 | Почесний дивізіон | 17    |               |
| 1998/99 | Срібний дивізіон  | 6     |               |
| 1999/00 | Срібний дивізіон  | 2     |               |
| 2000/01 | Почесний дивізіон | 14    |               |
| 2001/02 | Почесний дивізіон | 12    |               |

| Сезон   | Дивізіон          | Місце  | Кубок Іспанії |
| ------- | ----------------- | ------ | ------------- |
| 2002/03 | Почесний дивізіон | 15     |               |
| 2003/04 | Срібний дивізіон  | 2      |               |
| 2004/05 | Срібний дивізіон  | 1      |               |
| 2005/06 | Срібний дивізіон  | 2      |               |
| 2006/07 | Почесний дивізіон | 13     |               |
| 2007/08 | Почесний дивізіон | 6 / ПФ |               |
| 2008/09 | Почесний дивізіон | 3 / ЧФ |               |
| 2009/10 | Почесний дивізіон | 5 / ПФ |               |
| 2010/11 | Почесний дивізіон | 1 / П  | Перемога      |
| 2011/12 | Прімера           | 2 / П  | Перемога      |
| 2012/13 | Прімера           | 1 / П  | Перемога      |
| 2013/14 | Прімера           | 3 / ПФ |               |
| 2014/15 | Прімера           | 2 / ПФ |               |

| Сезон   | Дивізіон | Місце  | Кубок Іспанії |
| ------- | -------- | ------ | ------------- |
| 2015/16 | Прімера  | 2 / Ф  |               |
| 2016/17 | Прімера  | 3 / Ф  |               |
| 2017/18 | Прімера  | 2 / Ф  |               |
| 2018/19 | Прімера  | 1 / Ф  | Перемога      |
| 2019/20 | Прімера  | 2 / ЧФ | Перемога      |

- 25 сезонів у Прімері
- 5 сезонів у Сегунді

## Останні сезони
| Сезон                       | Регулярний чемпіонат | Регулярний чемпіонат | Регулярний чемпіонат | Регулярний чемпіонат | Регулярний чемпіонат | Регулярний чемпіонат | Регулярний чемпіонат | Регулярний чемпіонат | Регулярний чемпіонат | Плей-оф            | Плей-оф            | Плей-оф            | Плей-оф            | Плей-оф            | Плей-оф            | Плей-оф            | Кубок Короля | Суперкубок | Кубок Іспанії | Кубок УЄФА | Тренер       | Президент          |
| Сезон                       |                      | Місце                | І                    | В                    | Н                    | Н                    | МЗ                   | МП                   | О                    | Місце              | І                  | В                  | Н                  | Н                  | МЗ                 | МП                 | Кубок Короля | Суперкубок | Кубок Іспанії | Кубок УЄФА | Тренер       | Президент          |
| --------------------------- | -------------------- | -------------------- | -------------------- | -------------------- | -------------------- | -------------------- | -------------------- | -------------------- | -------------------- | ------------------ | ------------------ | ------------------ | ------------------ | ------------------ | ------------------ | ------------------ | ------------ | ---------- | ------------- | ---------- | ------------ | ------------------ |
| 2006/2007                   | 1ªD                  | 13º                  | 30                   | 8                    | 7                    | 15                   | 80                   | 107                  | 31                   | Не класифікувались | Не класифікувались | Не класифікувались | Не класифікувались | Не класифікувались | Не класифікувались | Не класифікувались |              |            |               |            | Марк Кармона | Жуан Лапорта       |
| 2007/2008                   | 1ªD                  | 6º                   | 30                   | 13                   | 6                    | 11                   | 103                  | 85                   | 45                   | 1/2                | 4                  | 2                  | 0                  | 2                  | 15                 | 10                 |              |            |               |            | Марк Кармона | Жуан Лапорта       |
| 2008/2009                   | 1ªD                  |                      | 28                   | 16                   | 5                    | 7                    | 97                   | 57                   | 57                   | 1/4                | 2                  | 0                  | 0                  | 2                  | 6                  | 10                 |              |            | 1/2           |            | Марк Кармона | Жуан Лапорта       |
| 2009/2010                   | 1ªD                  | 5º                   | 30                   | 17                   | 6                    | 7                    | 97                   | 57                   | 57                   | 1/2                | 5                  | 2                  | 0                  | 3                  | 15                 | 16                 |              |            | 1/2           |            | Марк Кармона | Жуан Лапорта       |
| 2010/2011                   | 1ªD                  |                      | 30                   | 22                   | 4                    | 4                    | 127                  | 63                   | 70                   | 1º                 | 9                  | 7                  | 0                  | 2                  | 34                 | 19                 | 1º           |            | 1º            |            | Марк Кармона | Сандро Розель      |
| 2011/2012                   | 1ªD                  |                      | 30                   | 23                   | 5                    | 2                    | 149                  | 65                   | 74                   | 1º                 | 9                  | 7                  | 0                  | 2                  | 39                 | 29                 | 1º           | 2º         | 1º            | 1º         | Марк Кармона | Сандро Розель      |
| 2012/2013                   | 1ªD                  |                      | 26                   | 22                   | 1                    | 3                    | 133                  | 45                   | 67                   | 1º                 | 9                  | 7                  | 0                  | 2                  | 29                 | 23                 | 1º           | 1/2        | 1º            | 3º         | Марк Кармона | Сандро Розель      |
| 2013/2014                   | 1ªD                  |                      | 28                   | 21                   | 5                    | 2                    | 115                  | 46                   | 68                   | 1/2                | 5                  | 3                  | 0                  | 2                  | 18                 | 9                  | 1º           | 1º         | 1/2           | 1º         | Марк Кармона | Розель і Бартомеу  |
| 2014/2015                   | 1ªD                  |                      | 30                   | 24                   | 2                    | 4                    | 145                  | 67                   | 74                   | 1/2                | 6                  | 3                  | 0                  | 3                  | 25                 | 27                 | 1/2          | _          | 2º            | 2º         | Марк Кармона | Бартомеу           |
| 2015/2016                   | 1ªD                  |                      | 30                   | 23                   | 5                    | 2                    | 157                  | 78                   | 74                   | 2º                 | 8                  | 5                  | 0                  | 3                  | 26                 | 21                 | 1/2          | _          | 1/2           | _          | Марк Кармона | Бартомеу           |
| 2016/2017                   | 1ªD                  |                      | 30                   | 22                   | 4                    | 4                    | 135                  | 70                   | 70                   | 2º                 | 10                 | 6                  | 0                  | 4                  | 36                 | 28                 | 1/8          | _          | 1/4           | _          | Андреу Плаза | Бартомеу           |
| 2017/2018                   | 1ªD                  |                      | 30                   | 22                   | 4                    | 4                    | 149                  | 66                   | 70                   | 2º                 | 9                  | 6                  | 0                  | 3                  | 30                 | 24                 | 1º           | _          | 1/4           | 3º         | Андреу Плаза | Бартомеу           |
| 2018/2019                   | 1ªD                  |                      | 30                   | 21                   | 4                    | 5                    | 134                  | 65                   | 67                   | 1º                 | 11                 | 7                  | 0                  | 4                  | 39                 | 26                 | 1º           | 1º         | 1º            | 3º         | Андреу Плаза | Бартомеу           |
| 2019/2020                   | 1ªD                  |                      | 23                   | 17                   | 3                    | 3                    | 107                  | 60                   | 54                   | 1/4                | 1                  | 0                  | 0                  | 1                  | 2                  | 3                  | 1º           | 2º         | 1º            | 1º         | Андреу Плаза | Бартомеу           |
| 2020/2021                   | 1ªD                  |                      | 34                   | 19                   | 6                    | 9                    | 109                  | 63                   | 66                   |                    |                    |                    |                    |                    |                    |                    | 1/4          |            | 2º            | 2º         | Андреу Плаза | Бартомеу і Лапорта |
| Сезон                       |                      | Місце                | І                    | В                    | Н                    | Н                    | МЗ                   | МП                   | О                    | Місце              | І                  | В                  | Н                  | Н                  | МЗ                 | МП                 | Кубок Короля | Суперкубок | Кубок Іспанії | Кубок УЄФА | Тренер       | Президент          |
| Сезон                       | Регулярний чемпіонат | Регулярний чемпіонат | Регулярний чемпіонат | Регулярний чемпіонат | Регулярний чемпіонат | Регулярний чемпіонат | Регулярний чемпіонат | Регулярний чемпіонат | Регулярний чемпіонат | Плей-оф            | Плей-оф            | Плей-оф            | Плей-оф            | Плей-оф            | Плей-оф            | Плей-оф            | Кубок Короля | Суперкубок | Кубок Іспанії | Кубок УЄФА | Тренер       | Президент          |
| Дані актуальні на 2021 рік. |                      |                      |                      |                      |                      |                      |                      |                      |                      |                    |                    |                    |                    |                    |                    |                    |              |            |               |            |              |                    |

## Титули і досягнення

### Міжнародні турніри
| Турнір                                 | Титул                                      | Віце-чемпіон         |
| -------------------------------------- | ------------------------------------------ | -------------------- |
| Міжконтинентальний кубок (0/1)         |                                            | 1996                 |
| Кубок УЄФА / Ліга чемпіонів УЄФА (2/1) | 2011-2012, 2013-2014, 2019-2020, 2021-2022 | 2014-2015, 2020-2021 |
| Кубок володарів кубків (1/0)           | 1990                                       |                      |

### Національні турніри
| Турнір                     | Титул                                                           | Віце-чемпіон                     |
| -------------------------- | --------------------------------------------------------------- | -------------------------------- |
| Чемпіон Іспанії (4/3)      | 2010-2011, 2011-2012, 2012-2013, 2018-2019.                     | 2015-2016, 2016-2017, 2017-2018. |
| Кубок Іспанії (НЛФ) (4/1)  | 2011, 2012, 2013, 2019.                                         | 2015.                            |
| Кубок Іспанії (КІФФ) (1/0) | 1989.                                                           |                                  |
| Кубок Короля Іспанії (5/0) | 2010-2011, 2011-2012, 2012-2013, 2013-2014, 2017-2018 (Рекорд). |                                  |
| Суперкубок Іспанії (1/1)   | 2013.                                                           | 2011.                            |
| Сегунда (1/3)              | 2004-2005                                                       | 1999-2000, 2003-2004, 2005-2006  |

### Регіональні турніри
| Турнір                 | Титул | Віце-чемпіон |
| ---------------------- | --- | ------------ |
| Кубок Каталонії (10/1) | 1999-2000, 2008-09, 2009-2010, 2010-2011, 2013-2014, 2014-2015, 2015-2016,2016-2017,2017-2018, 2018-2019 (Рекорд) | 2012-2013    |

- Найкращий футзальний клуб світу: 2012[18]
- Найкращий клуб Каталонії: 2012[19]

Неофіційні:
- Чемпіон регіонального чемпіонату в 1-му дивізіоні (3): 1981, 1982, 1992
- Чемпіон регіонального чемпіонату в 2-му дивізіоні: 1980
- Чемпіон регіонального чемпіонату в 3-му дивізіоні: 1979

## Склад
На 7 лютого 2013 року
| №  | Гравець       | Повне ім'я                      | Позиція     | Національність     |
| 1  | Крістіан      | Крістіан Домінгес Барріос       | Воротар     | Іспанія            |
| 28 | Пако Седано   | Франциско Седано Антолін        | Воротар     | Іспанія            |
| 2  | Айкардо       | Хесус Назарет Айкардо Коллантес | Захисник    | Іспанія            |
| 3  | Торрас        | Хорді Торрас Бадоса             | Захисник    | Іспанія            |
| 4  | Арі           | Арі Сантос                      | Захисник    | Бразилія           |
| 5  | Ґабрієл       | Ґабрієл да Сілва Діас           | Нападник    | Бразилія           |
| 8  | Лін           | Анхель Веласко Маруган          | Нападник    | Іспанія            |
| 9  | Серхіо Лозано | Серхіо Лозано Мартінес          | Нападник    | Іспанія            |
| 10 | Ігор          | Ігор Рафаел Ліма де Соуза       | Півзахисник | Бразилія           |
| 11 | Саад          | Саад Ассіс                      | Нападник    | Бразилія · Італія  |
| 6  | Фернандао     | Фернандо Масіел Гонсалвес       | Півзахисник | Бразилія · Іспанія |
| 13 | Вілде         | Вілде Гомес да Сілва            | Нападник    | Бразилія           |

## Цікаві факти
- Бюджет клубу становить 5 млн. євро[20].